# Stamboom Alexander van Oranje-Nassau (1818-1848)
Dit is de stamboom van Alexander van Oranje-Nassau (1818-1848).
| Stamboom Alexander van Oranje-Nassau (1818-1848) | Stamboom Alexander van Oranje-Nassau (1818-1848)               | Stamboom Alexander van Oranje-Nassau (1818-1848)                                               |
| ------------------------------------------------ | -------------------------------------------------------------- | ---------------------------------------------------------------------------------------------- |
| Grootouders                                      | Willem I (1772-1843) x 1791 Wilhelmina van Pruisen (1774-1837) | Paul I Romanov (1754-1801) x 1776 Sophia Dorothea van Württemberg (1759-1828) Maria Fjodorovna |
| Ouders                                           | Willem II (1792-1849) x 1816 Anna Romanov (1795-1865)          | Willem II (1792-1849) x 1816 Anna Romanov (1795-1865)                                          |
| Alexander van Oranje-Nassau (1818-1848)          |                                                                |                                                                                                |
| Kinderen                                         | -                                                              | -                                                                                              |